# 2.ª edición de los Crunchyroll Anime Awards
La 2.ª edición de los Crunchyroll Anime Awards se llevó a cabo el 24 de febrero de 2018, en honor a la excelencia en el anime de 2017. Los nominados fueron anunciados el 18 de enero. La votación comenzó el 22 de enero y se llevó a cabo en tres rondas separadas del 22 de enero al 11 de febrero. Los ganadores fueron anunciados el 24 de febrero. Incluyó 17 categorías.. Esta edición hizo varios cambios con respecto a la anterior, incluyendo seis nominaciones para todas las categorías en lugar de cuatro. Se retiraron los premios a Mejor Pareja, Mejor Escena de Combate y Escena Más Conmovedora. Se presentaron nuevas categorías, incluyendo Mejor Banda Sonora, Mejor Película, Mejor CGI, Mejor Serie Continuada y Mejor Slice of Life. También marca la primera (y actualmente, la única) vez que se presenta un premio para un manga. Los premios 'Héroe del Año' y 'Villano del Año' fueron renombrados como premios de "Mejor Héroe" y "Mejor Villano" respectivamente. Se presentó por primera vez una categoría especial, el premio Icono de la Industria, para honrar a figuras influyentes de la industria y el arte.

## Ganadores y nominados
My Hero Academia lideró las nominaciones con diez, y finalmente ganó siete. My Hero Academia y Shōwa Genroku Rakugo Shinjū fueron nominados para el premio Anime del Año por segunda vez consecutiva. Izuku Midoriya de My Hero Academia ganó el premio al mejor héroe por segunda vez consecutiva también. Los premios al Mejor Personaje Masculino y Mejor Personaje Femenino vieron dos nominaciones de la misma franquicia. Kimi no Na wa. ganó en la categoría de Mejor Película, mientras que Mi experiencia lesbiana con la soledad ganó como Mejor Manga. Made in Abyss ganó el Anime del Año, así como la Mejor Banda Sonora.
El premio Icono de la Industria inaugural fue otorgado al actor de voz Christopher Sabat por sus trabajos de voz en inglés en anime como Vegeta y Piccolo de la franquicia Dragon Ball y All Might de My Hero Academia. Los premios se entregaron en el Teatro Ricardo Montalbán de Los Ángeles. Fue un show en vivo presentado por Anthony Carboni y Erika Ishii.. Varias personalidades destacadas de la comunidad de anime occidental, incluidos algunos YouTubers de anime, fueron invitadas a presentar los premios.

### Categorías
Indica el ganador dentro de cada categoría, mostrado al principio y resaltado en negritas. A continuación se listan los nominados y ganadores de los Crunchyroll Anime Awards:
| Anime del Año - Made in Abyss — Kinema Citrus - Shōwa Genroku Rakugo Shinjū (temporada 2) - Studio Deen - Houseki no kuni — Orange - Little Witch Academia — Trigger - Sangatsu no Lion (temporada 2) — Shaft - My Hero Academia (temporada 2) — Bones | Mejor Héroe - Izuku "Deku" Midoriya — My Hero Academia - Atsuko "Akko" Kagari — Little Witch Academia - Chise Hatori — Mahō Tsukai no Yome - Gin Minowa — Yūki Yūna wa Yūsha de Aru - Kukuri — Mahōjin Guru Guru - Nanachi — Made in Abyss |
| Mejor Villano - Stain — My Hero Academia - Bondrewd — Made in Abyss - Cartaphilus — Mahō Tsukai no Yome - Hiro Shishigami — Inuyashiki - Tanya Degurechaff — Yōjo Senki - Usagi — Juni Taisen | Mejor Personaje Masculino - Shoto Todoroki — My Hero Academia - Fafnir — Miss Kobayashi's Dragon Maid - Izuku "Deku" Midoriya — My Hero Academia - Kazuma — KonoSuba! - Rei Kiriyama — Sangatsu no Lion - Yakumo Yuurakutei — Shōwa Genroku Rakugo Shinjū |
| Mejor Personaje Femenino - Ochako Uraraka — My Hero Academia - Atsuko "Akko" Kagari — Little Witch Academia - Chise Hatori — Mahō Tsukai no Yome - Moriko Morioka — Net-juu no Susume - Serval — Kemono Friends - Tsuyu Asui — My Hero Academia | Mejor Opening - "Peace Sign" por Kenshi Yonezu — My Hero Academia (temporada 2) - "Here" por JUNNA — Mahō Tsukai no Yome - "Imawa no Shinigami" por Megumi Hayashibara — Shōwa Genroku Rakugo Shinjū (temporada 2) - "Shadow and Truth" por ONE III NOTES — ACCA: 13-ku Kansatsu-ka - "Shinzou wo Sasageyo!" por Linked Horizon — Shingeki no Kyojin (temporada 2) - "The Other Side of the Wall" por Void_Chords ft. MARU — Princess Principal |
| Mejor Ending - "Ishukan Communication" por Chorogonzu – Miss Kobayashi's Dragon Maid - "behind" por Karin Isobe, Yuna Yoshino, y Lynn — Just Because! - "Hikari, Hikari" por Yuuka Aisaka — Net-juu no Susume - "Kafune" por Brian the Sun — Sangatsu no Lion (temporada 2) - "Kirameku Hamabe" por Yuiko Ōhara — Houseki no kuni - "Step Up LOVE" por Daoko x Yasuyuki Okamura — Kekkai Sensen (temporada 2) | Mejor Animación - My Hero Academia (temporada 2) - Bones - Koe no Katachi — Kyoto Animation - Houseki no kuni — Orange - Little Witch Academia — Trigger - Sangatsu no Lion (temporada 2) — Shaft - Miss Kobayashi's Dragon Maid — Kyoto Animation |
| Mejor Drama - Mahō Tsukai no Yome — Wit Studio - ACCA: 13-ku Kansatsu-ka — Madhouse - Shōwa Genroku Rakugo Shinjū (temporada 2) — Studio Deen - Made in Abyss — Kinema Citrus - Sangatsu no Lion (temporada 2) — Shaft - Kuzu no Honkai — Lerche | Mejor Comedia - Miss Kobayashi's Dragon Maid — Kyoto Animation - Gamers! — Pine Jam - KonoSuba! (temporada 2)— Studio Deen - Little Witch Academia — Trigger - Osomatsu-san (temporada 2) — Pierrot - Tsurezure Children — Studio Gokumi |
| Mejor Banda Sonora - Made in Abyss — Kevin Penkin - ACCA: 13-ku Kansatsu-ka — Ryō Takahashi - Houseki no kuni — Yoshiaki Fujisawa - Little Witch Academia — Michiru Ōshima - Re:Creators — Hiroyuki Sawano - Mahō Tsukai no Yome — Jun'ichi Matsumoto | Mejor Acción - My Hero Academia (temporada 2) - Bones - Shingeki no Kyojin (temporada 2) — Wit Studio - Kekkai Sensen (temporada 2) — Bones - Fate/Apocrypha — A-1 Pictures - Houseki no kuni — Orange - Mobile Suit Gundam: Iron-Blooded Orphans (temporada 2) — Sunrise |
| Mejor Película - Kimi no Na wa. — CoMix Wave Films - Koe no Katachi — Kyoto Animation - Fate/stay night: Heaven's Feel I. presage flower — Ufotable - Girls und Panzer der Film — Actas - Kono Sekai no Katasumi ni — MAPPA - Kizumonogatari III: Reiketsu-hen — Shaft | Mejor Serie Continua - Sangatsu no Lion — Shaft - All Out!! — Madhouse/TMS Entertainment - Detective Conan — TMS Entertainment - Dragon Ball Super — Toei Animation - Mobile Suit Gundam: Iron-Blooded Orphans — Sunrise - Naruto Shippuden — Pierrot |
| Mejor CGI - Houseki no kuni — Orange - Shingeki no Kyojin (temporada 2) — Wit Studio - Inuyashiki — MAPPA - Seikai Suru Kado — Toei Animation - Knight's & Magic — 8-Bit - Re:Creators — Troyca | Mejor Slice of Life - Shōjo Shūmatsu Ryokō — White Fox - Demi-chan wa Kataritai — A-1 Pictures - Kemono Friends — Yaoyorozu - Net-juu no Susume — Signal.MD - Sakura Quest — P.A. Works - Tsuki ga Kirei — Feel |
| Mejor Manga - Mi experiencia lesbiana con la soledad — Kabi Nagata - Delicious in Dungeon — Ryōko Kui - Shōwa Genroku Rakugo Shinjū — Haruko Kumota - Golden Kamuy — Satoru Noda - Kono Sekai no Katasumi ni — Fumiyo Kōno - Otōto no Otto — Gengoroh Tagame | Premio Icono de la Industria - Christopher Sabat |
| Fuente: | |

## Estadísticas

### Anime con múltiples nominaciones
| Nominaciones | Anime                                     |
| ------------ | ----------------------------------------- |
| 10           | My Hero Academia (temporada 2)            |
| 6            | Houseki no kuni                           |
| 6            | Little Witch Academia                     |
| 6            | Sangatsu no Lion (temporada 2)            |
| 6            | Mahō Tsukai no Yome                       |
| 5            | Shōwa Genroku Rakugo Shinjū (temporada 2) |
| 5            | Made in Abyss                             |
| 4            | Miss Kobayashi's Dragon Maid              |
| 3            | ACCA: 13-ku Kansatsu-ka                   |
| 3            | Shingeki no Kyojin (temporada 2)          |
| 3            | Net-juu no Susume                         |
| 2            | Koe no Katachi                            |
| 2            | Kekkai Sensen (temporada 2)               |
| 2            | Kono Sekai no Katasumi ni                 |
| 2            | Inuyashiki                                |
| 2            | Kemono Friends                            |
| 2            | KonoSuba! (temporada 2)                   |
| 2            | Mobile Suit Gundam: Iron-Blooded Orphans  |
| 2            | Re:Creators                               |

### Anime con múltiples victorias
| Gana | Anime                          |
| ---- | ------------------------------ |
| 7    | My Hero Academia (temporada 2) |
| 2    | Made in Abyss                  |
| 2    | Miss Kobayashi's Dragon Maid   |